# مانی میرمو
مانی میرمو (انگلیسی: Magne Myrmo؛ زادهٔ ۳۰ july ۱۹۴۳ (۸۱ سال)) ورزشکار اسکی صحرانوردی اهل نروژ است.
وی در مسابقات کشوری و بین‌المللی در مجموع برندهٔ ۱ مدال طلا، ۱ مدال نقره، ۱ مدال برنز شده‌است.